# Федотов Михайло Афанасійович
Михайло Афанасійович Федотов (12 грудня 1929, Якутськ — 1998, там само) — бригадир теслярів тресту «Якутстрой» Якутського раднаргоспу, Герой Соціалістичної Праці.

## Біографія
Федотов Михайло Афанасійович народився 12 грудня 1929 року в Якутську в родині робітника. За національністю — саха.
У 1938 році залишився сиротою, виховувався у республіканському дитячому будинку.
Закінчив 7 класів, потім навчався в школі фабрично-заводського навчання (ФЗН) міста Якутська за спеціальністю тесля. В одній групі з ним навчалися ще два майбутніх Героя Соціалістичної Праці (М.Ф. Алексєєв і М.С. Сергєєв).
- червень 1944 року — всі вони втрьох вступили на працю в бригаду теслярів у трест «Якутстрой»;
- 1949 рік — брали участь у будівництві першої в Якутську бурової вишки висотою 42 метри.
- 1955 рік — М.А. Федотов очолив комсомольсько-молодіжну бригаду теслярів в тресті «Якутстрой» Якутського раднаргоспу, яку незабаром вивів у передові.

Після закінчення курсів бригадирів при тресті «Хабаровскстрой» М.А. Федотов очолив комплексну бригаду, в якій крім бетонників, каменярів та теслярів, були фахівці в області оздоблювальних та інших робіт.
Сам бригадир, будучи висококласним теслею, досконало володів кількома будівельними професіями, як бригадир працював нарівні з усіма, подаючи особистий приклад.
Указом Президії Верховної Ради СРСР від 9 серпня 1958 року за видатні успіхи, досягнуті в будівництві та промисловості будівельних матеріалів, Федотову Михайлу Опанасовичу присвоєно звання Героя Соціалістичної Праці з врученням ордена Леніна і золотої медалі «Серп і Молот».
- 1961-1964 роки — за почином В.І. Гаганової бригадир М.А. Федотов неодноразово переходив у відстаючі бригади та виводив їх у передові.

### Громадська діяльність
М.А. Федотов — член КПРС з 1956 року. Обирався: 
- членом Якутського обкому КПРС;
- членом Якутського міськкому КПРС;
- Якутського обласної Ради профспілок;
- республіканського комітету народного контролю.

## Особисте життя
Проживав в місті Якутську, помер у 1998 році.